# Шёландер, Юнас
Пер Э́рик Юнас Шёландер (швед. Per Erik Jonas Sjölander; род. 12 августа 1965, Хернёсанд) — шведский кёрлингист.
В составе мужской сборной команды Швеции участник чемпионата мира 1991, а также зимних Олимпийских игр 1988 и 1992 (на обеих Играх кёрлинг был представлен как демонстрационный вид спорта).
В основном играл на позиции второго.

## Команды
| Сезон   | Четвёртый        | Третий          | Второй         | Первый          | Запасной   | Турниры                       |
| ------- | ---------------- | --------------- | -------------- | --------------- | ---------- | ----------------------------- |
| 1984—85 | Дан-Ола Эрикссон | Юнас Шёландер   | Кристер Нюлунд | Stig Pettersson |            | ЧШЮ 1985 · ЧМЮ 1985 (5 место) |
| 1987—88 | Дан-Ола Эрикссон | Андерс Тидхольм | Юнас Шёландер  | Кристер Нюлунд  | Сёрен Гран | ЗОИ 1988 (демо) (5 место)     |
| 1990—91 | Дан-Ола Эрикссон | Сёрен Гран      | Юнас Шёландер  | Стефан Хольмен  | Хокан Функ | ЧМ 1991 (6 место)             |
| 1991—92 | Дан-Ола Эрикссон | Сёрен Гран      | Юнас Шёландер  | Стефан Хольмен  | Хокан Функ | ЗОИ 1992 (демо) (8 место)     |

(скипы выделены полужирным шрифтом)